# Ngôi nhà hạnh phúc
Ngôi nhà hạnh phúc (tiếng Hàn: 풀하우스; Romaja: Pul-hauseu) là bộ phim truyền hình Hàn Quốc dài 16 tập được sản xuất bởi KBS năm 2004.

## Nội dung phim
Câu chuyện kể về một cô gái tên là Han Ji Eun giàu có nhưng mồ côi cả cha lẫn mẹ. Cô phải sống một mình đơn độc trong ngôi nhà do chính cha cô thiết kế và xây dựng. Một ngày kia, hai người bạn thân của cô chưa làm đám cưới nhưng họ đã có thai với nhau, nhà cô gái vốn khá giả không kém Ji Eun nhưng vì chuyện đó mà cô đã bị đuổi ra khỏi nhà. Bọn họ trở nên rất khó khăn và họ đã tìm cách để bán ngôi nhà của Ji Eun. Họ đưa cô một tấm vé đi du lịch Hồng Kông và bảo là tấm vé miễn phí nhưng thực ra Ji Eun sẽ phải tự chi tất cả. Nhân lúc Ji Eun không có nhà, họ bán nhà của cô cho diễn viên điện ảnh nổi tiếng Lee Young Jae.
Han Ji Eun gặp Lee Young Jae trên máy bay và họ đã ở cùng một khách sạn. Do không có tiền, Ji Eun đã phải vay Young Jae. Lúc về nhà, Ji Eun đã không thấy đồ đạc đâu và cô phải làm giúp việc cho Young Jae. Sau một thời gian, họ quyết định lấy nhau theo hợp đồng để Ji Eun lấy lại được ngôi nhà của mình, và nhiều câu chuyện hài hước cũng như tình cảm của hai người bắt đầu nảy nở. Liệu hai người có đến được với nhau khi có sự xuất hiện của Min Hyok - một anh chàng đẹp trai và là bạn của Young Jae - cũng như nhà thiết kế thời trang trẻ đẹp - người mà Young Jae đã đem lòng yêu mến suốt 20 năm qua?

## Diễn viên
- Han Ji Eun - Song Hye Kyo, nhân vật nữ chính
- Lee Young Jae - Bi (Rain), nhân vật nam chính
- Kang Hye Won - Han Eun Jung
- Luigi Yoo - Kim Sung Soo

## Nhạc nền trong phim
1. "Full House (Nhạc hoà tấu)"
2. "Oon myung" - Why
3. "Forever (Nhạc hoà tấu)"
4. "I Think I love"- Byul
5. "Shi (Nhạc hoà tấu)"
6. "Chin goo ran mal" - Noel
7. "Oon myung (Nhạc hoà tấu)"
8. "Blue Hills (Nhạc hoà tấu)"
9. "Neut ge pin sarang (Too Late)" - G-soul
10. "Forever" - Why
11. "Love At The Gate (Instrumental)"
12. "Go ma wuh hal ge yo" - Byul
13. "Amazing Love (Nhạc hoà tấu)"
14. "Paradiso (Nhạc hoà tấu)"

## Đánh giá
| Tập | Toàn quốc   | Vùng thủ đô Seoul |
| --- | ----------- | ----------------- |
| 1   | 25.4% (1st) | 25.9% (1st)       |
| 2   | 28.5% (1st) | 29.2% (1st)       |
| 3   | 31.4% (1st) | 32.1% (1st)       |
| 4   | 34.1% (1st) | 35.2% (1st)       |
| 5   | 36.8% (1st) | 37.7% (1st)       |
| 6   | 38.9% (1st) | 40.0% (1st)       |
| 7   | 39.6% (1st) | 40.4% (1st)       |
| 8   | 39.9% (1st) | 40.7% (1st)       |
| 9   | 40.2% (1st) | 40.9% (1st)       |
| 10  | 40.5% (1st) | 41.3% (1st)       |
| 11  | 41.0% (1st) | 42.0% (1st)       |
| 12  | 41.6% (1st) | 42.1% (1st)       |
| 13  | 41.4% (1st) | 42.0% (1st)       |
| 14  | 41.5% (1st) | 42.1% (1st)       |
| 15  | 41.4% (1st) | 42.2% (1st)       |
| 16  | 42.0% (1st) | 42.2% (1st)       |

## Giải thưởng
- 2004 KBS Acting Awards Giải Diễn xuất xuất sắc (Song Hye Kyo)
- 2004 KBS Acting Awards Giải Diễn xuất xuất sắc (Bi (Rain))
- 2004 KBS Acting Awards Giải Vai diễn được ưa thích (Song Hye Kyo)
- 2004 KBS Acting Awards Giải Vai diễn được ưa thích (Bi (Rain))
- 2004 KBS Acting Awards Giải Cặp đôi xuất sắc nhất (Song Hye Kyo và Bi (Rain))

## Các phiên bản làm lại
| Năm  | Tựa đề                 | Quốc gia    | Diễn viên | Ghi chú                    |
| ---- | ---------------------- | ----------- | --- | -------------------------- |
| 2009 | Full House             | Philippines | Richard Gutierrez, Heart Evangelista                                                                                   | Phiên bản làm lại đầu tiên |
| 2009 | Ngôi nhà hạnh phúc     | Việt Nam    | Lương Mạnh Hải, Minh Hằng                                                                                              |                            |
| 2012 | Full House Take 2      | Hàn Quốc    | Hwang Jung-eum, No Min-woo, Park Ki-woong                                                                              | Phần tiếp theo của phần 1  |
| 2014 | วุ่นนัก รักเต็มบ้าน          | Thái Lan    | Pirath Nitipaisankul, Sushar Manaying                                                                                  |                            |
| 2014 | Full House             | Campuchia   | Heng Norakakada, Huy Chan Reachny                                                                                      |                            |
| 2015 | İlişki Durumu: Karışık | Thổ Nhĩ Kỳ  | Berk Oktay, Seren Şirince                                                                                              |                            |
| 2016 | 浪漫满屋               | Trung Quốc  | Eli Kim Năm 2020 Trung Quốc làm lại phim với tên mới Em đến cùng mùa hè do Dương Siêu Việt và Hứa Ngụy Châu đóng chính |                            |

### Phiên bản Việt Nam
Ngôi nhà hạnh phúc đã được chuyển thể kịch bản thành bộ phim Việt Nam cùng tên bởi đạo diễn Vũ Ngọc Đãng và đã được trình chiếu trên kênh VTV3, Đài truyền hình Việt Nam.
Phiên bản Việt với sự góp mặt của các diễn viên như: Lương Mạnh Hải (Vương Hoàng (Nguyễn Đức Thịnh lồng tiếng giọng Nam cho nhân vật), Minh Hằng (Minh Minh), ( Vy Minh lồng tiếng), Lam Trường (Đình Phong), (Mai Hoàng Chung lồng tiếng), Thủy Tiên (Bảo Yến), (Minh Châu lồng tiếng), Hiếu Hiền (Bá Thông), Tường Vi (Kiều Nhi), cố nghệ sĩ Kim Ngọc... và một số diễn viên khác. Bộ phim được chuyển thể dài 26 tập. Tuy bộ phim có nhiều vấn đề trái chiều về diễn xuất của các diễn viên, nhưng bù lại các ca khúc nhạc phim luôn nằm trong các bảng xếp hạng trên Zing... Các ca khúc đều do Thủy Tiên sáng tác và nằm trong album Vol. 4 lấy phim cùng tên như: Ngôi nhà hạnh phúc, Chợt là nỗi đau, Chàng trai tháng 12 (viết về Công Vinh), Quay về đi (song ca cùng Noo Phước Thịnh).... 8 trong số 9 bài hát trong album của Thủy Tiên được đề cử bài hát vàng của tháng 4. Album có lượng tải nhạc chuông chờ cao nhất Việt Nam, và những ca khúc được đề cử của những giải thưởng uy tín.

### Phiên bản Thái Lan
Năm 2014, phiên bản Thái ra mắt các diễn đàn cộng đồng mạng, tạo nên 1 cơn sốt không thua kém so với phiên bản cũ 10 năm trước trong đó có Việt Nam, Hàn và Trung Quốc. Trong phim, Mike Pirath Nitipaisankul đã có sự kết hợp thú vị khi đóng cặp với "viên kẹo ngọt ngào" Aom Sushar, tạo nên một đôi đũa lệch đáng yêu khi chàng cao 1m8, còn nàng chỉ 1m54. Theo thông tin từ báo chí Thái Lan, sau khi đóng chung, 2 ngôi sao trẻ này giữ mối quan hệ khá đặc biệt khiến nhiều fan nghi ngờ họ "phim giả tình thật". Khi phiên bản Thái sang Trung Quốc, Mike D.Angelo đã gây chấn động, khiến các fan điên đảo trên mạng xã hội. Sự kiện này được đưa lên trang chủ nhiều web giải trí nổi tiếng ở Trung Quốc.
Sau hơn 6 tuần phát sóng, Ngôi nhà hạnh phúc phiên bản Thái hút hơn 20.000 lượt xem mỗi tập trên Youtube, trở thành phim chuyển thể ăn khách nhất xứ Chùa vàng hiện nay tại Việt Nam. Dàn diễn viên trẻ đẹp, kịch bản chuyển thể linh hoạt, diễn xuất tự nhiên của cặp đôi Mike D.Angelo và Aom Sushar chính là điểm nhấn tạo nên sức hút riêng cho Ngôi nhà hạnh phúc phiên bản Thái. Bộ phim công chiếu đài truyền hình Việt trên kênh SCTV11. Năm 2015, cả hai tái ngộ với khán giả qua phim Nụ hôn định mệnh, chuyển thể từ bộ phim ăn khách xứ Đài 2006 Thơ Ngây.

### Phiên bản Hàn Quốc 2
Ngôi nhà hạnh phúc 2 là dự án do 3 nước Hàn, Nhật, Trung bắt tay sản xuất và thu hút nhiều sự chú ý của mọi người bởi lần hợp tác này. Bộ phim lên kế hoạch thực hiện trong 2 năm, nội dung cốt truyện cũng như các cảnh quay được ghi hình luân phiên tại 3 quốc gia, biến bộ phim trở thành tác phẩm được dàn dựng quy mô.
Nhiều người cho biết, bộ phim đem lại cảm giác mới mẻ cho dòng phim lãng mạn hài hước, có vẻ như với chất lượng đầu tư tốt, Ngôi nhà hạnh phúc 2 đã để lại ấn tượng tốt với người xem. Vì có nhiều tin đồn xung quanh bộ phim, cũng như mức độ yêu thích cuồng nhiệt của các diễn viên tại xứ sở hoa anh đào, đội ngũ sản xuất hy vọng rằng bộ phim sẽ càn quét khắp 3 quốc gia.